# Suchowola (gmina w powiecie zamojskim)
Suchowola (od 1973 Adamów) – dawna gmina wiejska istniejąca do 1954 roku w woj. lubelskim. Siedzibą władz gminy była Suchowola, a następnie Potoczek.
Gmina Suchowola była jedną z 14 (15) gmin wiejskich powiatu zamojskiego guberni lubelskiej. W 1919 roku gmina weszła w skład woj. lubelskiego.
Po wojnie gmina zachowała przynależność administracyjną. Według stanu z dnia 1 lipca 1952 roku gmina składała się z 17 gromad. Gmina została zniesiona 29 września 1954 roku wraz z reformą wprowadzającą gromady w miejsce gmin. Jednostki nie przywrócono 1 stycznia 1973 roku po reaktywowaniu gmin, utworzono natomiast jej terytorialny odpowiednik, gminę Adamów.